# TSC足球俱乐部
托波拉体育俱乐部，简称托波拉或TSC，是一家位于塞尔维亚巴奇卡托波拉的职业足球俱乐部，目前参加塞尔维亚足球超级联赛。
2019–20赛季，托波拉首次升入塞尔维亚足球超级联赛，并在该赛季就获得第4名，从而获得欧洲联赛第一轮资格赛资格。2022–23赛季，托波拉获得联赛第2名，首次获得欧冠联赛第三轮资格赛资格。

## 球场
托波拉的主场是TSC竞技场，该球场于2021年9月3日在球队对阵费伦茨瓦罗斯的比赛中首次启用。